# All the Best Cowboys Have Daddy Issues
"All the Best Cowboys Have Daddy Issues" er det ellevte afsnit af tv-serien Lost. Episoden blev instrueret af Stephen Williams og skrevet af Javier Grillo-Marxuach. Det blev første gang udsendt 8. december 2004, og karakteren Jack Shephard vises i afsnittets flashbacks.